# Пеня, Игорь Александрович
Игорь Александрович Пе́ня (род. 29 октября 1952 года, Астрахань, РСФСР, СССР) — советский и белорусский музыкант и певец. Заслуженный артист Белорусской ССР (1989). Участник ВИА «Песняры» (1980—1998), известный своим исполнением в 1982 году песни «Журавли над полесьем летят». Солист ВИА «Белорусские легенды» («Белорусские песняры») с 1998 года.

## Биография
Родился 29 октября 1952 года в Астрахани. Детство и юность прошли в Днепропетровске, где он окончил школу и музыкальное училище по классу аккордеона.
С 1975 по 1977 год работал в ансамбле «Водограй», записал свой первый диск и музыку к фильму «Дорогой мальчик».
С 1977 по 1980 год работал в ресторанах «Пацха», «Москва» и «Кавказский аул» города Сочи. В одном из ресторанов его и «нашёл» Владимир Мулявин, пригласивший его в вокально-инструментальный ансамбль «Песняры». Работал в ансамбле 1980—1998 годах, солист ансамбля, играл на клавишных инструментах. Имеет негласный титул — «Самый высокий голос Беларуси».
В 1989 году удостоен звания «Заслуженный артист Белорусской ССР».
3 ноября 1994 года награждён Почётной грамотой Президиума Верховного Совета Республики Беларусь «За успехи в развитии национального музыкального искусства».
С 1998 года — работает в ВИА «Белорусские легенды» («Белорусские песняры»).
Автор песни на стихи А. А. Блока «О дай мне, Господи, забыть…».
В конце 2005 года компанией «Белорусские Песняры Records» издан сборный альбом Игоря Пени «Когда мы были юны».